# Puterea a patra
În aritmetică și algebră un număr la puterea a patra este rezultatul înmulțirii de patru ori a lui n cu el însuși, adică:
{\displaystyle n^{4}=n\times n\times n\times n.}
Valoarea puterii a patra a unui număr se poate abține și prin înmulțirea numărului cu cubul său, sau prin ridicarea la pătrat a pătratului său.
Deoarece prin ridicarea la puterea a doua se obține un număr pătratic iar prin ridicarea la puterea a treia se obține un număr cubic, prin ridicarea la puterea a patra se obține un număr tesseractic. În literatura engleză se mai întâlnește și expresia număr bicvadratic.
Șirul valorilor puterii a patra a numerelor naturale este:
0, 1, 16, 81, 256, 625, 1296, 2401, 4096, 6561, 10000, 14641, 20736, 28561, 38416, 50625, 65536, 83521, 104976, 130321, 160000, 194481, 234256, 279841, 331776, 390625, 456976, 531441, 614656, 707281, 810000, 923521, 1048576, 1185921, ...

## Proprietăți
În sistemul zecimal ultima cifră a unui număr la puterea a patra poate fi doar 0 (de fapt 0000), 1, 5 (de fapt 0625) sau 6.
Fiecare număr întreg pozitiv poate fi exprimat ca suma a cel mult 19 numere la puterea a patra; fiecare număr întreg mai mare de 13792 poate fi exprimat ca suma a cel mult 16 numere la puterea a patra (v. problema lui Waring).
Fermat știa că un număr la puterea a patra nu poate fi suma altor două numere la puterea a patra (cazul n = 4 din marea teoremă a lui Fermat; v. și teorema triunghiului dreptunghiular al lui Fermat). Euler a conjecturat că un număr la puterea a patra nu poate fi scris ca suma a trei numere la puterea a patra, dar 200 de ani mai târziu, în 1986, Elkies a furnizat contraexemplul:
{\displaystyle 20615673^{4}=18796760^{4}+15365639^{4}+2682440^{4}}.
Elkies a arătat că există infinit de multe alte contraexemple pentru exponentul patru, dintre care unele sunt:
{\displaystyle 2813001^{4}=2767624^{4}+1390400^{4}+673865^{4}} (Allan MacLeod)
{\displaystyle 8707481^{4}=8332208^{4}+5507880^{4}+1705575^{4}} (D.J. Bernstein)
{\displaystyle 12197457^{4}=11289040^{4}+8282543^{4}+5870000^{4}} (D.J. Bernstein)
{\displaystyle 16003017^{4}=14173720^{4}+12552200^{4}+4479031^{4}} (D.J. Bernstein)
{\displaystyle 16430513^{4}=16281009^{4}+7028600^{4}+3642840^{4}} (D.J. Bernstein)
{\displaystyle 422481^{4}=414560^{4}+217519^{4}+95800^{4}} (Roger Frye, 1988)
{\displaystyle 638523249^{4}=630662624^{4}+275156240^{4}+219076465^{4}} (Allan MacLeod, 1998)

## Ecuații conținând termeni la puterea a patra
Ecuațiile de gradul al patrulea, formate din polinoame de gradul patru (dar nu mai mult) sunt, conform teoremei Abel–Ruffini, de cel mai mare grad care încă au soluții generale exprimate prin radicali.